# ستيوارت أبوت (لاعب اتحاد الرغبي)
ستيوارت أبوت (بالإنجليزية: Stuart Abbott)‏ هو لاعب اتحاد الرغبي جنوب أفريقي وبريطاني، ولد في 3 يونيو 1978 في كيب تاون في جنوب أفريقيا.

## وصلات خارجية
- ستيوارت أبوت على موقع دوري الرغبي الممتاز (الإنجليزية)
- ستيوارت أبوت عل موقع إسبنسكروم (الإنجليزية)
- ستيوارت أبوت على موقع ItsRugby.co.uk (الإنجليزية)